# IP sobre coloms missatgers

Colom missatger

IP amb coloms missatgers (IP over Avian Carriers) és un protocol de xarxa creat l'any 1990 per a la transmissió de datagrames del protocol IP mitjançant coloms missatgers i definit en la recomanació RFC:1149. L'1 d'abril de 1999 es va publicar la recomanació RFC:2549, una extensió de l'anterior anomenada IP amb coloms missatgers amb qualitat de servei. En molts països, l'1 d'abril se celebra el April Fool's Day, equivalent al Dia dels Sants Innocents a Espanya, i entre els experts en xarxes informàtiques és habitual afegir un RFC humorístic, al llarg d'aquest dia.

## Riscs
El desembre de 2005, es va fer mofa d'un informe de Gartner sobre la grip aviària que afirmava que "una pandèmia no afectaria directament als sistemes TI" per no tenir en compte els RFC 1149 i RFC 2549 a l'anàlisi.

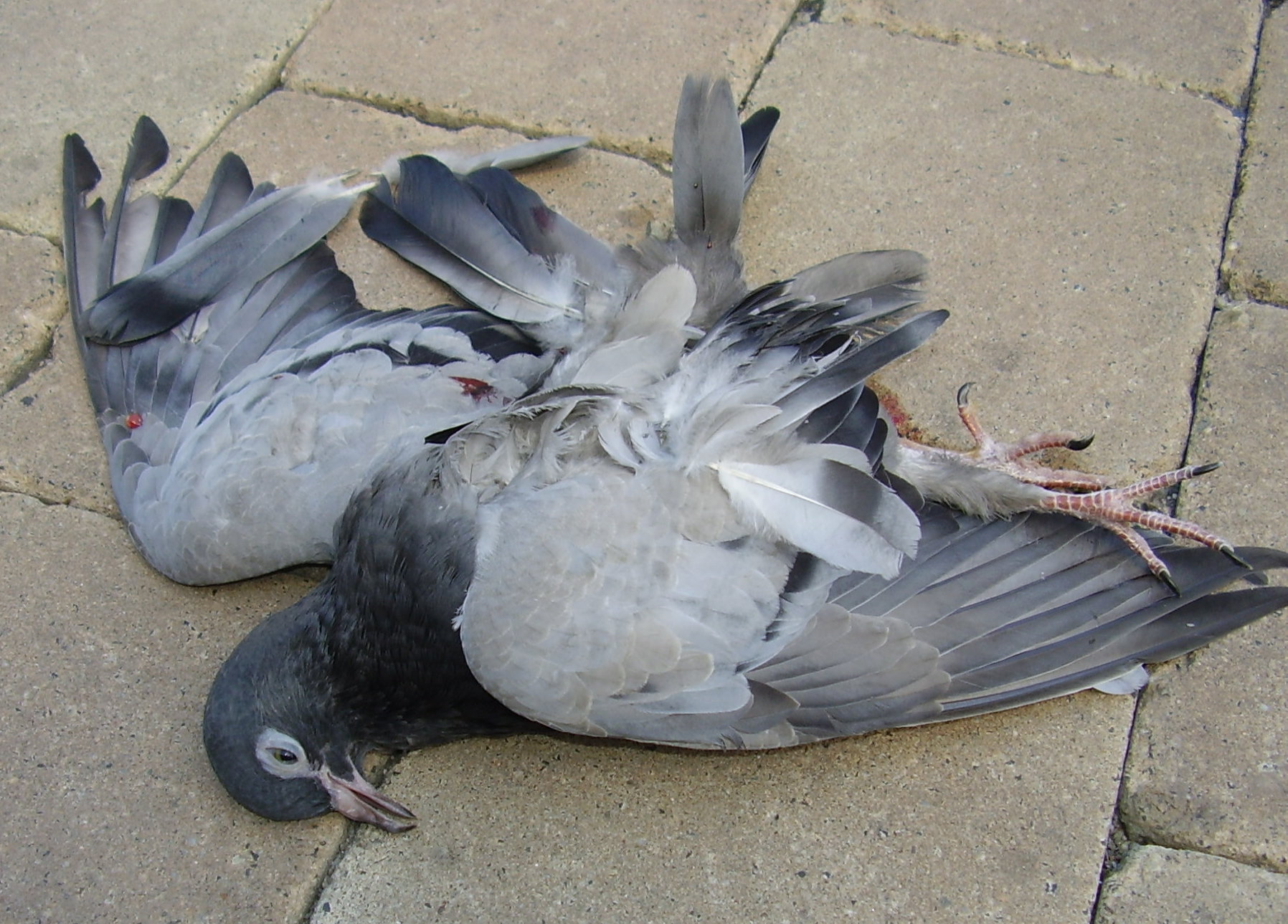
Exemple d'un paquet perdut

Tot i que les col·lisions són poc probables, se'n poden produir contra sistemes que utilitzin finestres. També es poden perdre paquets si el transmissor és exposat davant d'un rapinyaire.